# حيد عبد الله (ذي ناعم)
حارة حيد عبد الله هي إحدى حارات مدينة المنقطع أحد مدن محافظة البيضاء، بلغ تعداد سكانها 320 نسمة حسب تعداد اليمن لعام 2004.